# Setzena esmena de la Constitució dels Estats Units

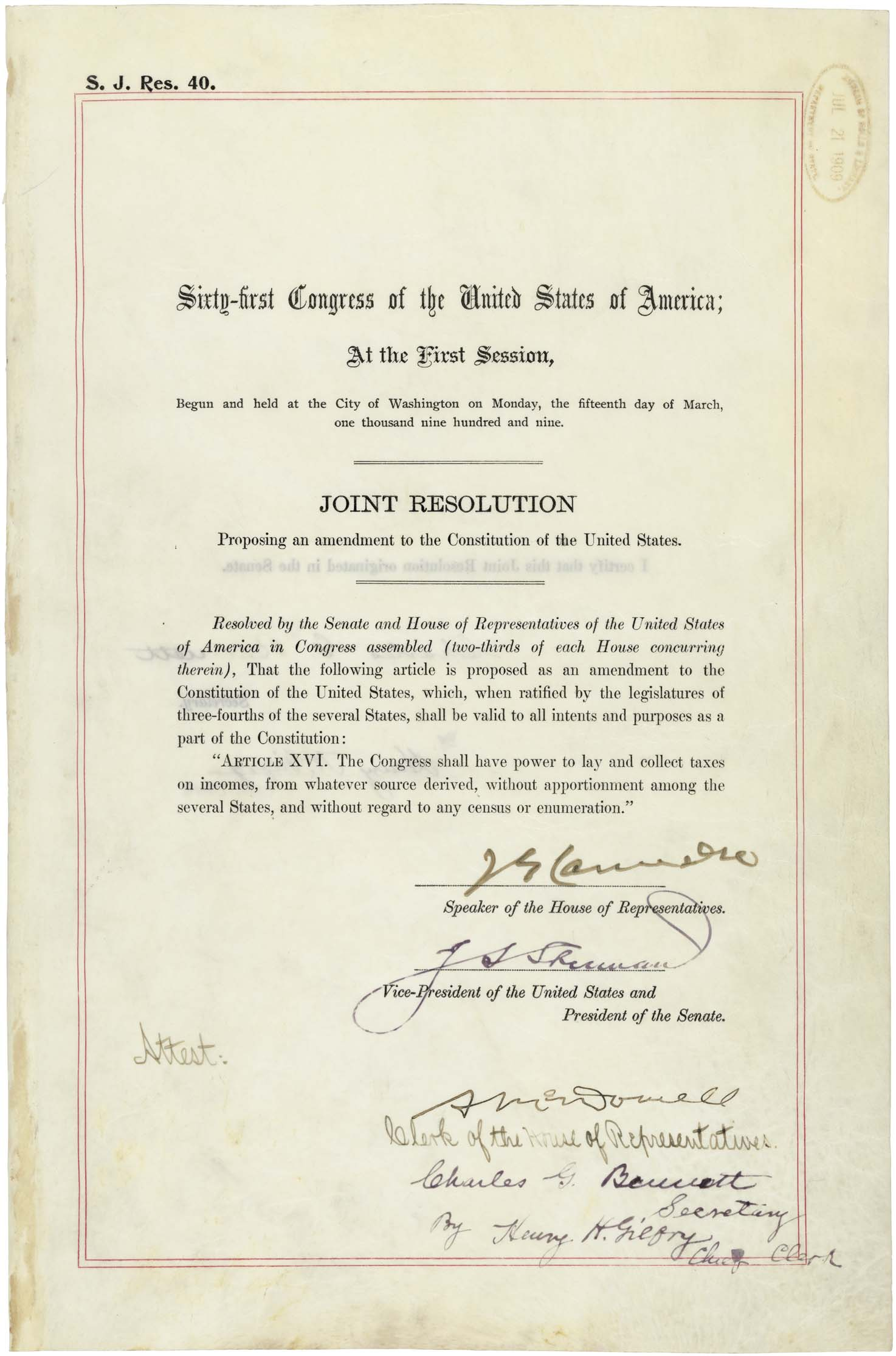
Esmena XVI

La Setzena esmena (en anglès Sixteenth Amendment) de la Constitució dels Estats Units permet al Congrés dels Estats Units gravar un impost sobre la renda sense prorratejar-lo entre els estats segons la població o basant-lo en els resultats d'algun cens. Aquesta esmena va excloure l'impost sobre la renda dels requeriments constitucionals dels imposts directes, després que els imposts sobre les rendes, dividends i interessos van ser qualificats com a imposts directes pel dictamen de la Cort Suprema en el cas Pollock contra Farmers' Lloen & Trust Co. (1895). Va ser ratificada al febrer del 1913.

## Text
El text de la Setzena esmena a la Constitució dels Estats Units diu així:
| « | (català) El Congrés tindrà facultats per a establir i recaptar impostos sobre els ingressos, sigui quina sigui la font de la qual provinguin, sense prorratejar-los entre els diferents estats i sense atendre a cap cens o recompte. | (anglès) The Congress shall have power to lay and collect taxes on incomes, from whatever source derived, without apportionment among the several States, and without regard to any census or enumeration. | » |